# 克莱尔·威廉姆斯
克莱尔·维多利亚·威廉姆斯，OBE（1976年7月21日—）是一位英国赛车运动主管，曾在2013至2020年期间担任威廉姆斯车队的副领队。

## 早年
克莱尔·威廉姆斯于1976年7月21日出生于英格兰伯克郡温莎，是弗兰克·威廉姆斯爵士与弗吉尼亚（1946－2013）的女儿。她在1999年毕业于英国纽卡斯尔大学，获政治学学位。

## 威廉姆斯车队
毕业后，克莱尔·威廉姆斯成为银石赛道的新闻官。2002年，她加入威廉姆斯车队，担任通讯官。2010年，她成为车队的通讯主管。2011年，升任威廉姆斯车队的营销和传播总监。
2012年3月，父亲弗兰克从威廉姆斯车队董事会辞职，克莱尔·威廉姆斯继承了威廉姆斯家族在董事会的代表。2013年3月，她被任命为威廉姆斯车队的副领队，实质上成为了车队的负责人。同时她保留了团队业务的营销、通信和商业方面的职责。
2016年克莱尔·威廉姆斯被授予大英帝国官佐勋章，以表彰她对一级方程式赛车所做的贡献。
在威廉姆斯车队于2020年8月被美国多瑞尔顿资本收购后，克莱尔于9月7日辞去了她在威廉姆斯车队副领队的职务。她表示，“我真诚地希望我们所经历的过程能给他们（指多瑞尔顿资本）带来他们应得的成功。最后，我要感谢我的父亲为车队、这项运动和我们的家庭所做的一切。”而在9月3日举行的意大利大奖赛赛前，她获得一辆威廉姆斯FW36赛车的前翼作为纪念品。

## 个人生活
2017年4月5日，克莱尔宣布她怀上了她的第一个孩子，并于10月生下儿子。
2018年1月，克莱尔宣布与马克·哈里斯结婚。

## 图集

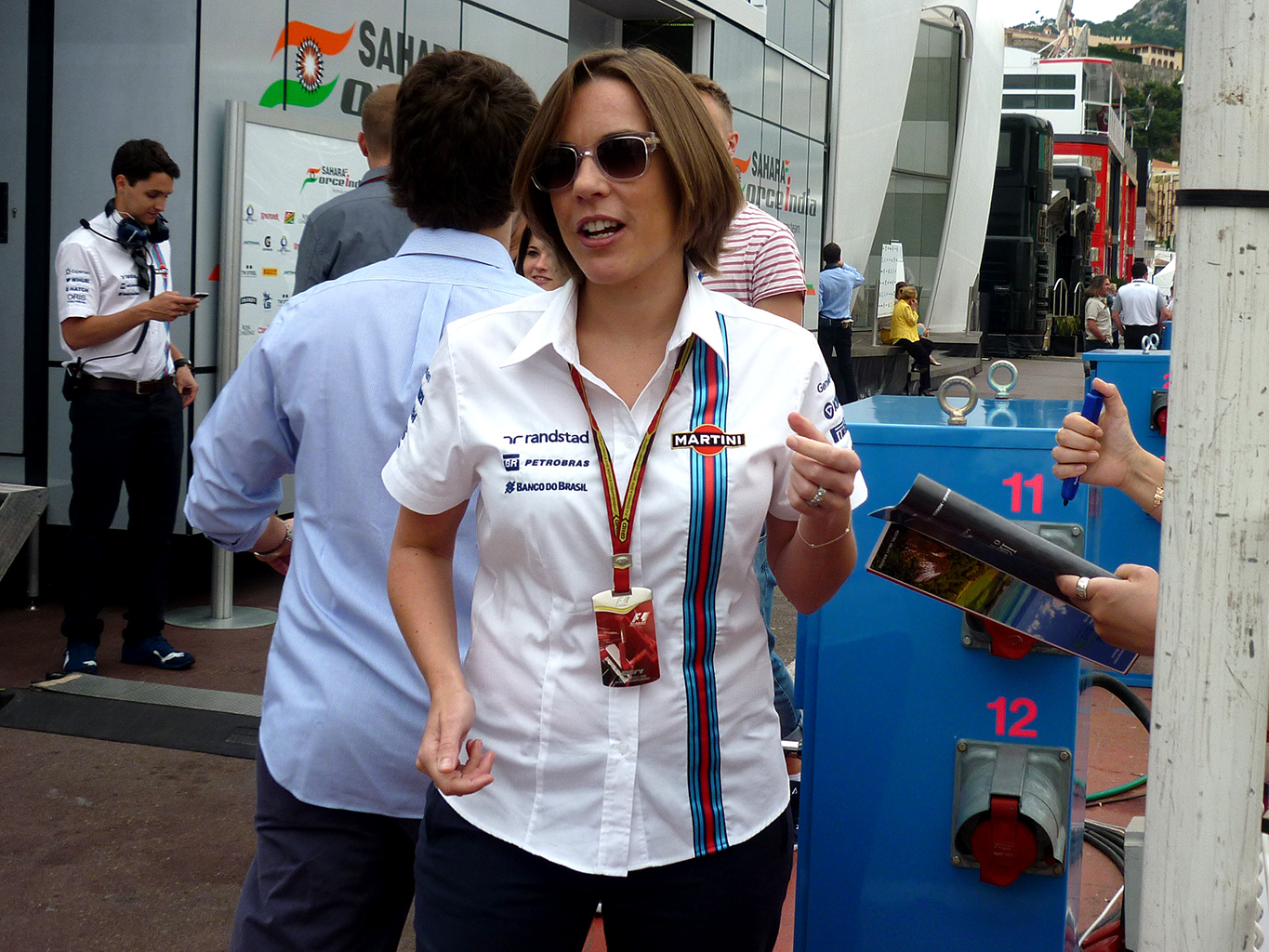
摄于2014年摩纳哥大奖赛
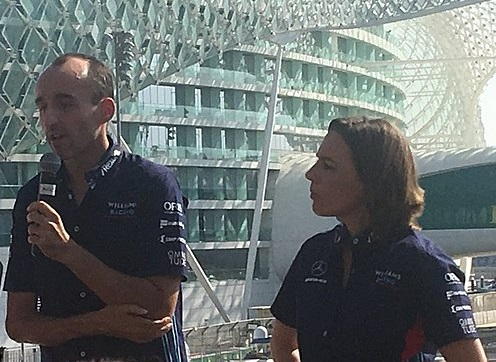
2018年，和车手罗伯特·库比卡